# チャカアン・コア
チャカアン・コア（モンゴル語: Čaqa'an qo'a、中国語: 察合安豁阿、生没年不詳）は、ネグス氏出身のチンギス・カンに仕えた千人隊長の一人。『元朝秘史』などの漢文史料では察合安豁阿(cháhéānhuōā)と記される。また、察合安兀洼(cháhéānwùwā)という表記もあり、これに従ってチャカアン・ウワス(Čaqa'an u'as)と表記されることもある。

## 概要
『集史』によると、チンギス・カンの遠祖のカイドゥ・カンにはチャラカイ・リンクゥという息子がおり、レビラト婚で娶った兄嫁との間に生まれたゲンドゥ・チノとウルクチン・チノ兄弟の子孫が「チノス」或いは「ネグス」という名称の氏族を興したという。チャラカイ・リンクゥと正妻との間に生まれた息子がセングン・ビルゲであり、セングン・ビルゲを始祖とする氏族がタイチウト氏であった。なお、セングン・ビルゲの本名も「チノス」或いは「ソルカクトゥ・チノ」であり、本来はチャラカイ・リンクゥの子孫全体が「チノス氏」と呼ばれていたものが、後にセングン・ビルゲ家のみが有力になって独立し「タイチウト氏」と称したのではないかと推測されている。
セングン・ビルゲの息子のアンバガイはカムク・モンゴル・ウルスの第2代カンに推戴され、これ以後タイチウト氏はキヤト氏と並ぶモンゴル部族内で最も有力な氏族として知られるようになった。これに伴い、ネグス/チノス氏もタイチウト氏に隷属するようになっていった。
12世紀末、モンゴル部内でテムジン（後のチンギス・カン）率いるキヤト氏とタイチウト氏の主導権争いが激化すると、モンゴル部内の諸氏族はどちらの勢力につくかの選択を迫られることになった。この頃のネグス氏の長がチャカアン・コアであり、チャカアン・コアは長年隷属してきたタイチウト氏を見限ってテムジンの麾下に入ったが、この行動によってタイチウト氏の恨みを買うことになってしまった。
キヤト氏を率いるテムジンとタイチウト氏を率いるジャムカはダラン・バルジュトの地で始めて激突し（十三翼の戦い）、兵力に劣るテムジンの軍勢は敗北を喫してしまった。この時、敗走するネグス氏はジャムカ軍に捕らえられ、ネグスの民は鍋で煮殺され、チャカアン・コアは首を切られた上馬の尾にくくりつけられて引きずられたという。ネグスの民がジャムカからこのように苛烈な仕打ちを受けたのは親族たるタイチウト氏を裏切ってテムジンに味方したためと推測されているが、このような処罰によってかえってジャムカは民の信望を失ってしまった。
1206年、ジャムカを始め敵対する遊牧部族を全て滅ぼしモンゴル高原を統一したチンギス・カンはモンゴル帝国を建国し、配下の遊牧民を全て95の千人隊（ミンガン）に再編成した。この時、チャカアン・コアの息子のナリン・トオリルを隊長とするネグス千人隊も新設され、『元朝秘史』の功臣表ではチャカアン・コアは25位に列せられている。
『元朝秘史』によると、チンギス・カンは建国直後の論功行賞で建国以前に亡くなったマングト氏のクイルダル、ネグス氏のチャカアン・コアの遺族を呼び、それぞれに遺族としての恩給（アブリガ）を受けるよう述べた。これに対し、チャカアン・コアの息子のナリン・トオリルは父の死後四散してしまったネグスの民を結集したい旨を述べ、チンギス・カンは「しあからば、ネグスの氏人を纏めて、卿の子々孫々に至る迄統べておるべし」と答えたという。
ナリン・トオリルの事蹟については不明な点が多いが、『集史』によると後にクビライ・ノヤンとともにチンギス・カンの庶子のコルゲンの王傅となったという。